# Kishane Thompson
Kishane Thompson (ur. 17 lipca 2001, w Mitchell Town na Jamajce) – jamajski lekkoatleta, zdobywca srebrnego medalu w biegu na 100 metrów na Letnich Igrzyskach Olimpijskich 2024 w Paryżu z czasem 9,79 s.
Rekord życiowy ustanowił podczas kwalifikacji do IO w Paryżu w Kingston z czasem 9,77 s. Dostał się dzięki temu na 9 miejsce.
Rekordy życiowe
| Konkurencja   | Czas   | Data            | Miejsce           | Impreza                                     |
| ------------- | ------ | --------------- | ----------------- | ------------------------------------------- |
| Bieg na 100 m | 9,75 s | 27 czerwca 2025 | Kingston, Jamajka | Jamajskie kwalifikacje do mistrzostw świata |